# كأس ألمانيا 2001–02
كأس ألمانيا 2001–02 (بالألمانية: DFB-Pokal 2001/02)‏ هو الموسم 59 من كأس ألمانيا. أشرف على تنظيمه اتحاد ألمانيا لكرة القدم، وكان عدد الأندية المشاركة فيه 64، وفاز فيه شالكه 04.